# Potirendaba
Potirendaba es un municipio brasileño del estado de São Paulo. Se localiza a una latitud 21º02'34" sur y a una longitud 49º22'38" oeste, estando a una altitud de 469 metros. Su población, en 2010 (IBGE), era de 15.449 habitantes. Posee área de 342,4 km². 
La ciudad se localiza en el norte del estado, y pertenece a la Microrregión de São José do Río Preto.

## Historia
La ciudad de Potirendaba tiene muchas historias que cuentan sobre su creación. Su origen y evolución histórica se pierde en la confusión de versiones varias, hasta hoy mal definidas y mal documentadas.
El 10 de diciembre de 1919, por la ley n.º 1.676, era creado el “Distrito de Paz”, con el nombre de “Potirendaba”, perteneciente al Municipio de Río Preto. Fue elevado a Municipio por la ley n.º 2.098, del 26 de diciembre de 1925 e instalado el 21 de marzo en 1926, constituido ya con el Distrito de Paz de Potirendaba.

## Demografía
Datos del Censo - 2010
Población total: 15.449
- Urbana: 13.884 (89.9%)
- Rural: 1.565 (10.1%)
- Hombres: 7.852 (50.8%)[5]
- Mujeres: 7.597 (49.2%)

Densidad demográfica (hab./km²): 45,12
Mortalidad infantil hasta 1 año (por mil): 8,96
Expectativa de vida (años): 75,42
Tasa de fertilidad (hijos por mujer): 1,89
Tasa de alfabetización: 89,65%
Índice de Desarrollo Humano (IDH-M): 0,805
- IDH-M Salario: 0,725
- IDH-M Longevidad: 0,840
- IDH-M Educación: 0,851

(Fuente: IPEAFecha)